# Janet Mondlane
Janet Mondlane (ur. 1935 r. jako Janet Rae Johnson) – współzałożycielka mozambickiej partii FRELIMO, żona polityka Eduardo Mondlane.

## Życiorys
Janet Mondlane urodziła się w USA i wychowała w Chicago, ale w wieku 21 lat poślubiła mozambickiego polityka – Eduarda Mondlane. Sprawiło to, że przeprowadziła się do jego ojczyzny. W późniejszych wywiadach twierdziła, że od dziecka marzyła o życiu w Afryce. Będąc już na terenie portugalskiej kolonii Mozambiku, założyła wraz z mężem partyzancką partię, która na celu miała walkę przeciwko kolonialistom o niepodległość – FRELIMO (Front Wyzwolenia Mozambiku, port. Frente de Libertação de Moçambique). 
W 1963 roku została dyrektorką Instytutu Mozambiku – niemilitarnego ramienia FRELIMO, które zajmowało się między innymi zapewnieniem edukacji dzieciom oraz pomocą w powrocie do kraju mozambickim uchodźcom. Eduardo Mondlane, pełniący funkcję prezydenta FRELIMO, został zamordowany za pomocą przesyłki-bomby w 1969 roku, jednak Janet Mondlane cały czas kontynuowała działalność polityczną. Jej głównym zadaniem było zapewnienie zaopatrzenia i wszelkich potrzebnych usług osobom wspierającym FRELIMO, głównie poprzez szukanie poparcia wśród rządów innych państw świata (była znana z podejmowania dalekich podróży w tym celu).
W 2000 roku wybrano ją dyrektorem Narodowej Rady do spraw Walki z AIDS (ang. National Council for the Struggle Against AIDS). Janet Mondlane założyła również Fundację im. Eduardo Chivambo Mondlane (ang. Eduardo Chivambo Mondlane Foundation), której celem jest walka z biedą oraz zacieśnienie więzi społecznych między mieszkańcami kraju.